# Пива (танец)
Пива (итал. piva, «волынка») — итальянский танец эпохи Возрождения, исполнявшийся в XV-XVI веках как во время народных гуляний, так и при дворах вельмож. Тактовый размер 3/8.

## Исторический очерк
В качестве ритмической модели известен с начала XIV века. По-итальянски буквально означает волынка, что, по видимому, указывает на происхождение из ранней инструментальной музыки. Как народный танец исполнялся в хороводном построении. 
Как придворный танец стал исполняться парами, с зигзагообразными передвижениями по залу. Впервые упоминается в трудах Доменико из Пьяченцы и Джованни Амброзио, теоретиков и мастеров танца XV века. Являлся у них частью составного фигурного танца под названием баллетто, ранней формы придворного балета. 
Среди танцев XV века обладает самым быстрым темпом после сальтареллы. Несмотря на оживлённость, относится к нижним танцам (видимо, из-за отсутствия прыжков). Итальянский композитор и лютнист Джованни Амбросио Дальца в своём произведении 1508 года ставит пиву в качестве второго, быстрого танца, следующего за медленной паваной, и эта пара становится у него прообразом более поздней сюиты.